# ویشه‌گراد
ویشه‌گراد (به لاتین: Višegrad) یک منطقهٔ مسکونی در بوسنی و هرزگوین است که در جمهوری صرب بوسنی واقع شده‌است.

## خصوصیات
ویشه‌گراد ۴۴۸٫۱۴ کیلومترمربع مساحت و ۱۱٬۷۷۴ نفر جمعیت دارد و ۳۸۹ متر بالاتر از سطح دریا واقع شده‌است.